# 曽我貴也
曽我 貴也（そが たかや、1959年（昭和34年）12月4日 - ）は、日本の海事実業家。日本郵船株式会社代表取締役社長。

## 人物
北海道札幌市出身。北海道札幌旭丘高等学校に入学後2年生への進級前に東京へ移り、東京都立文京高等学校卒業、一橋大学商学部に進学し、在学中は基礎スキー部を立ち上げる一方で、日本文化を深く知りたいとの思いから当時伊藤邦雄が顧問を務めていた茶道部に所属し表千家の流儀を学び亭主との積極的な問答のスキルを就職後の営業活動に役立てた。海上保険のゼミで学ぶ中で、「金や保険より目に見えるものを扱う仕事が向いている」との思いのもと、海運業への就職を志す。
1984年に日本郵船入社、20代後半から30代前半にはクルーズ客船「飛鳥」事業の立ち上げに関わり、主にコンテナ船部門を歩み、シンガポール・ロンドン・バンコクなどでの駐在を経験し、自動車物流グループ長などを経て、2018年常務経営委員。2022年取締役専務執行役員 CFO・経営企画本部長。2023年代表取締役社長。
経営方針については千利休が定めたとされる「四規七則」から「和敬清寂」の精神を就任時に掲げ、仕事への取り組み方については「自分の知識と経験を120%使って詰め切る」といった信条としており、客船事業立ち上げの際の経験をもとに「60%しか詰めないと実際にできるのは30%程度、120%が必要」と発言している。好物はジンギスカン。

## 経歴
- 1984年 - 一橋大学商学部卒業、日本郵船株式会社入社。
- 2010年 - 自動車物流グループ長。
- 2015年 - 経営委員。
- 2018年 - 常務経営委員。
- 2020年 - 常務執行役員。
- 2021年 - 専務執行役員。
- 2022年 - 取締役・専務執行役員。
- 2023年 - 代表取締役社長・社長経営委員。